# Гелікон-опера
«Гелікон-Опера» — музичний театр у Москві, що існує з 10 квітня 1990 року. Театр очолює Дмитро Бертман. Репертуар театру налічує понад 50 спектаклів, трупа театру налічує близько 350 артистів. Театр є лауреатом «Золотих масок», Московського оперного фестивалю (2000) та інших нагород.
До 2007 року спектаклі «Гелікон-Опери» проводились у приміщенні «Гелікону на Нікітській» — колишньої садиби княгині Анастасії Михайлівни Дашкової. З 2007 це приміщення було закрито на реконструкцію, а основною сценою театру став «Гелікон на Арбаті» — колишній зал театру «Et Cetera».